# Вільяр-дель-Педросо
Вільяр-дель-Педросо (ісп. Villar del Pedroso) — муніципалітет в Іспанії, у складі автономної спільноти Естремадура, у провінції Касерес. Населення — 671 особа (2010).
Муніципалітет розташований на відстані близько 150 км на південний захід від Мадрида, 100 км на схід від Касереса.
На території муніципалітету розташовані такі населені пункти: (дані про населення за 2010 рік)
- Наватрасьєрра: 207 осіб
- Вільяр-дель-Педросо: 464 особи

## Демографія
Динаміка населення (INE ):

## Галерея зображень

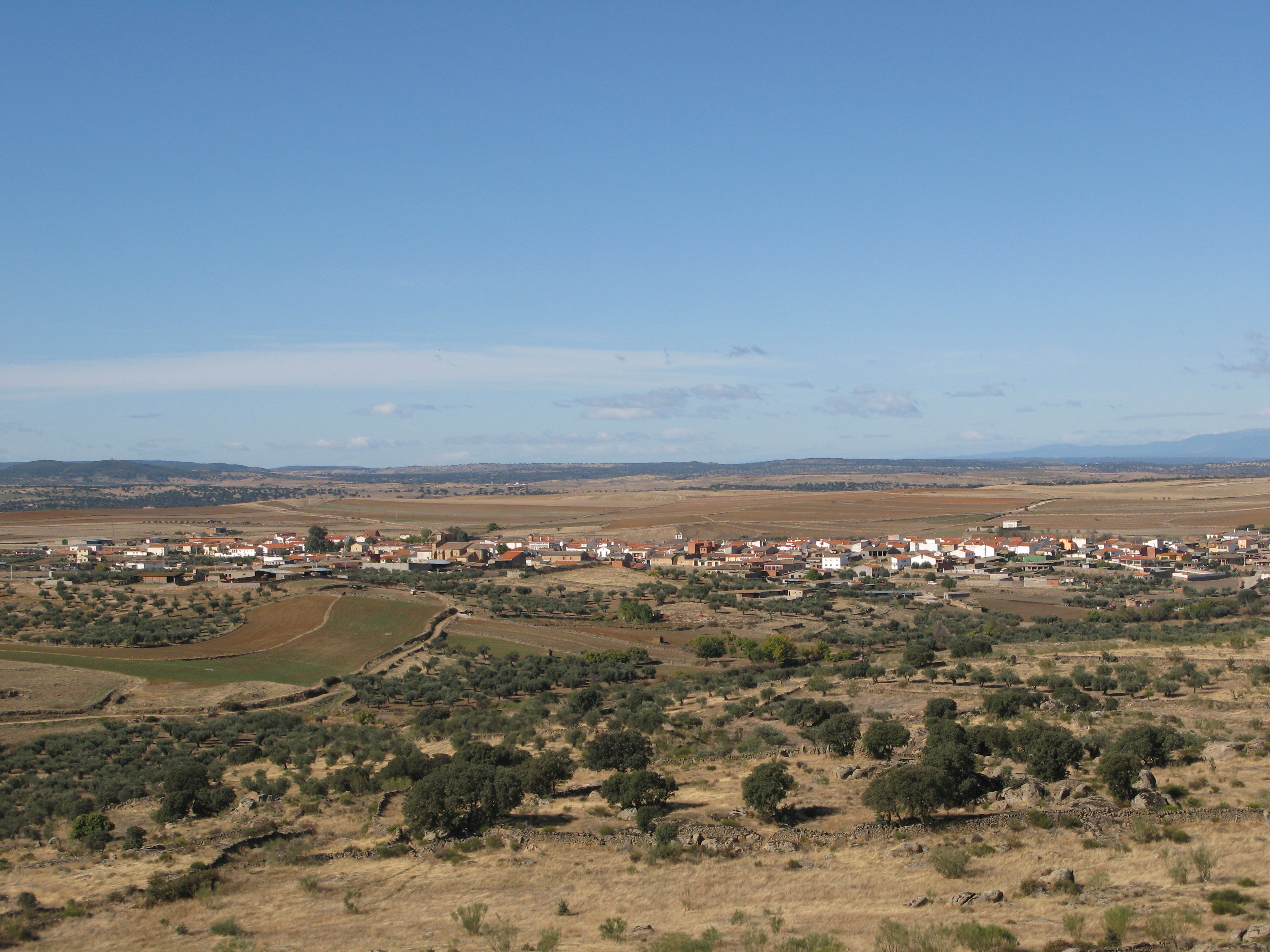
Розташування муніципалітету у провінції Касерес
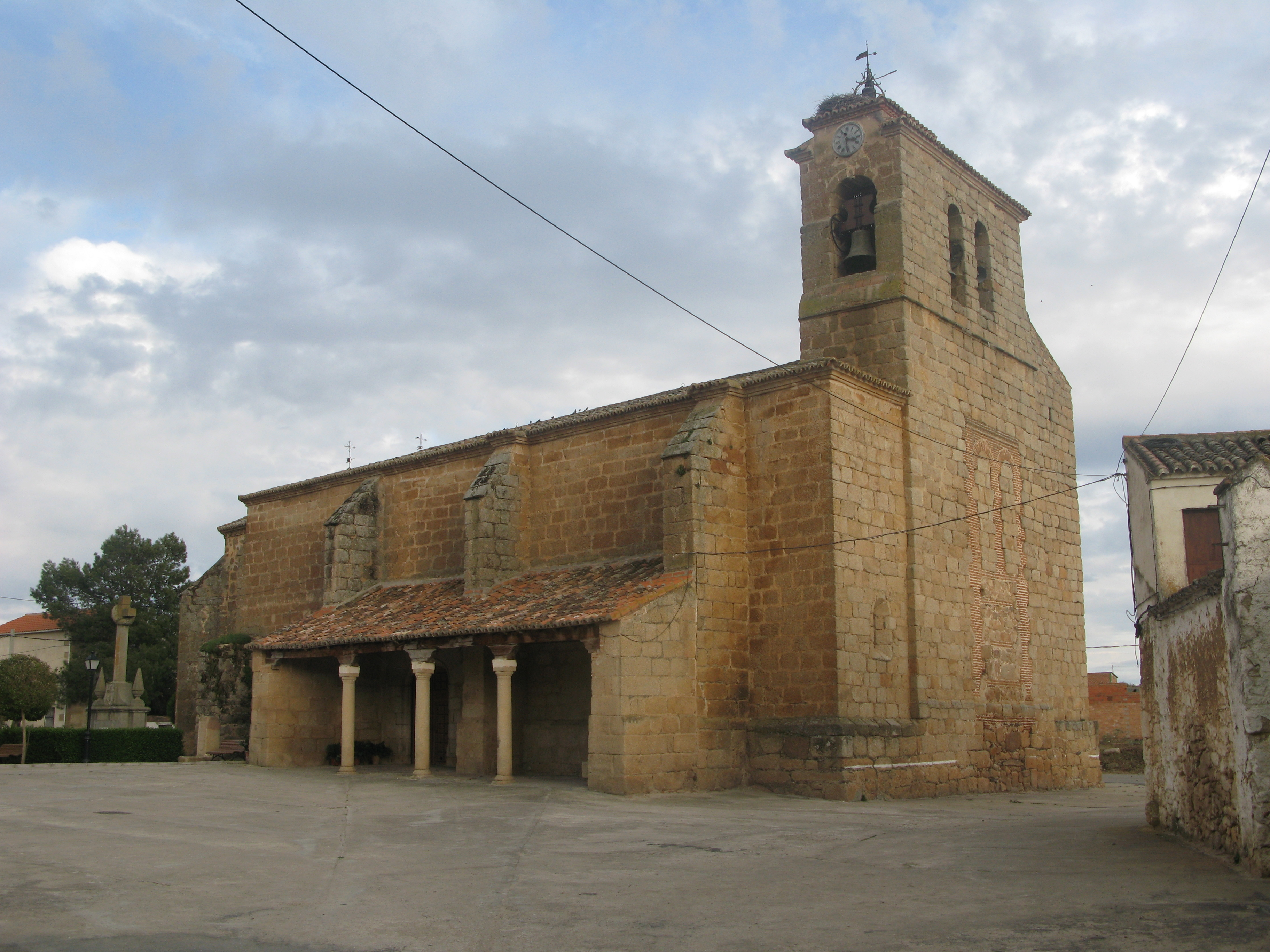
Парафіяльна церква у Вільярі
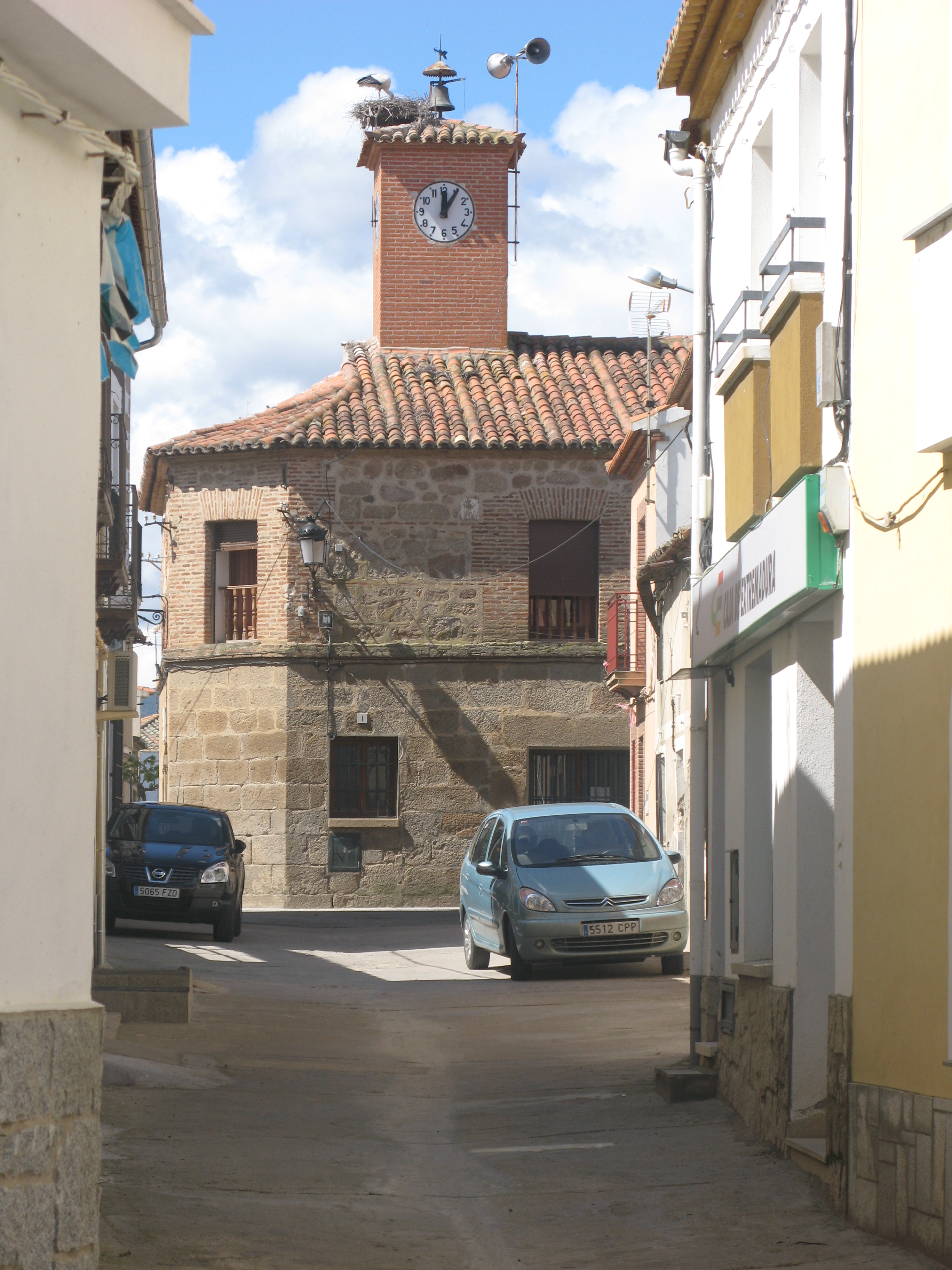
Муніципальна рада
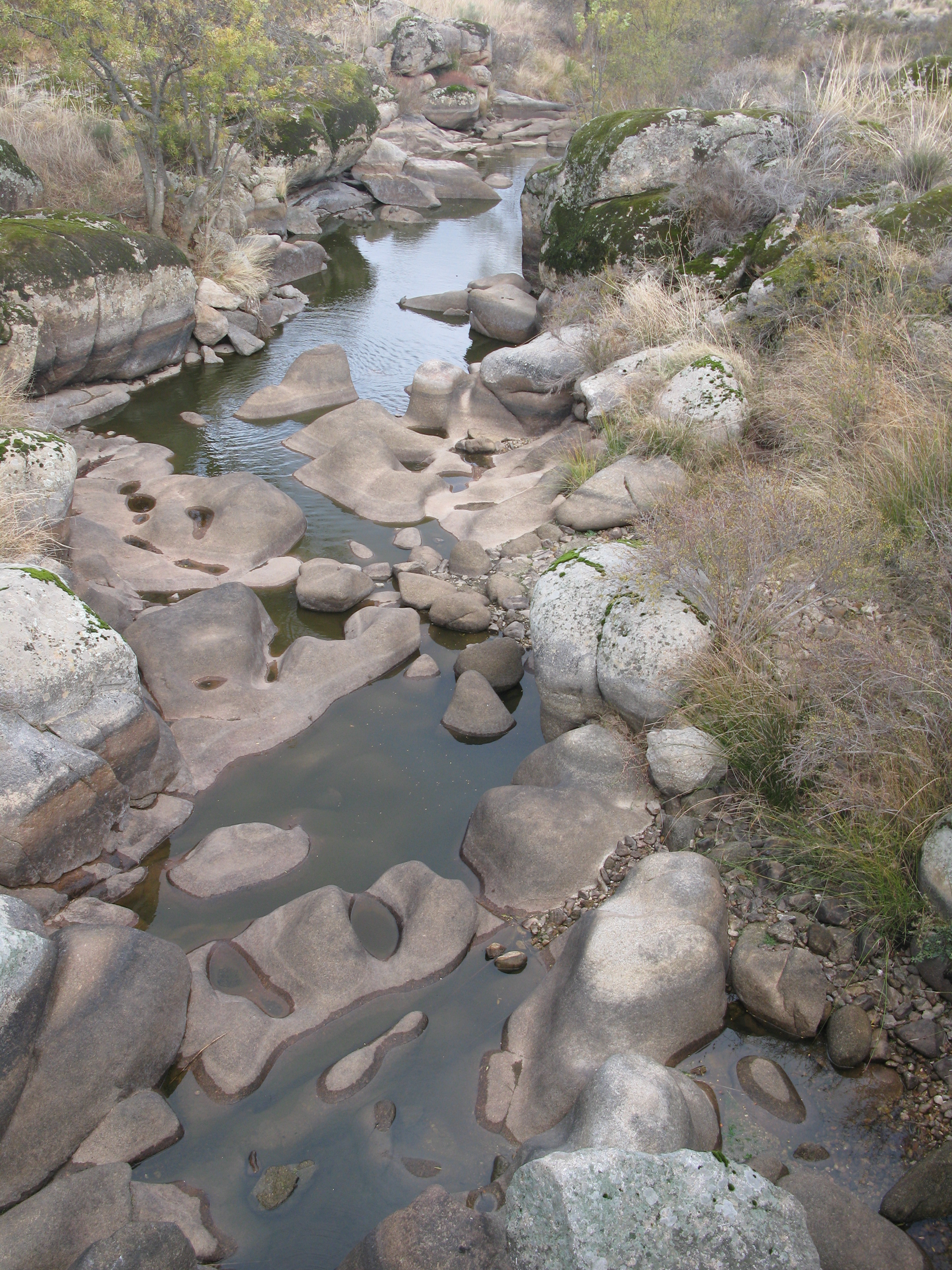
Річка Педросо
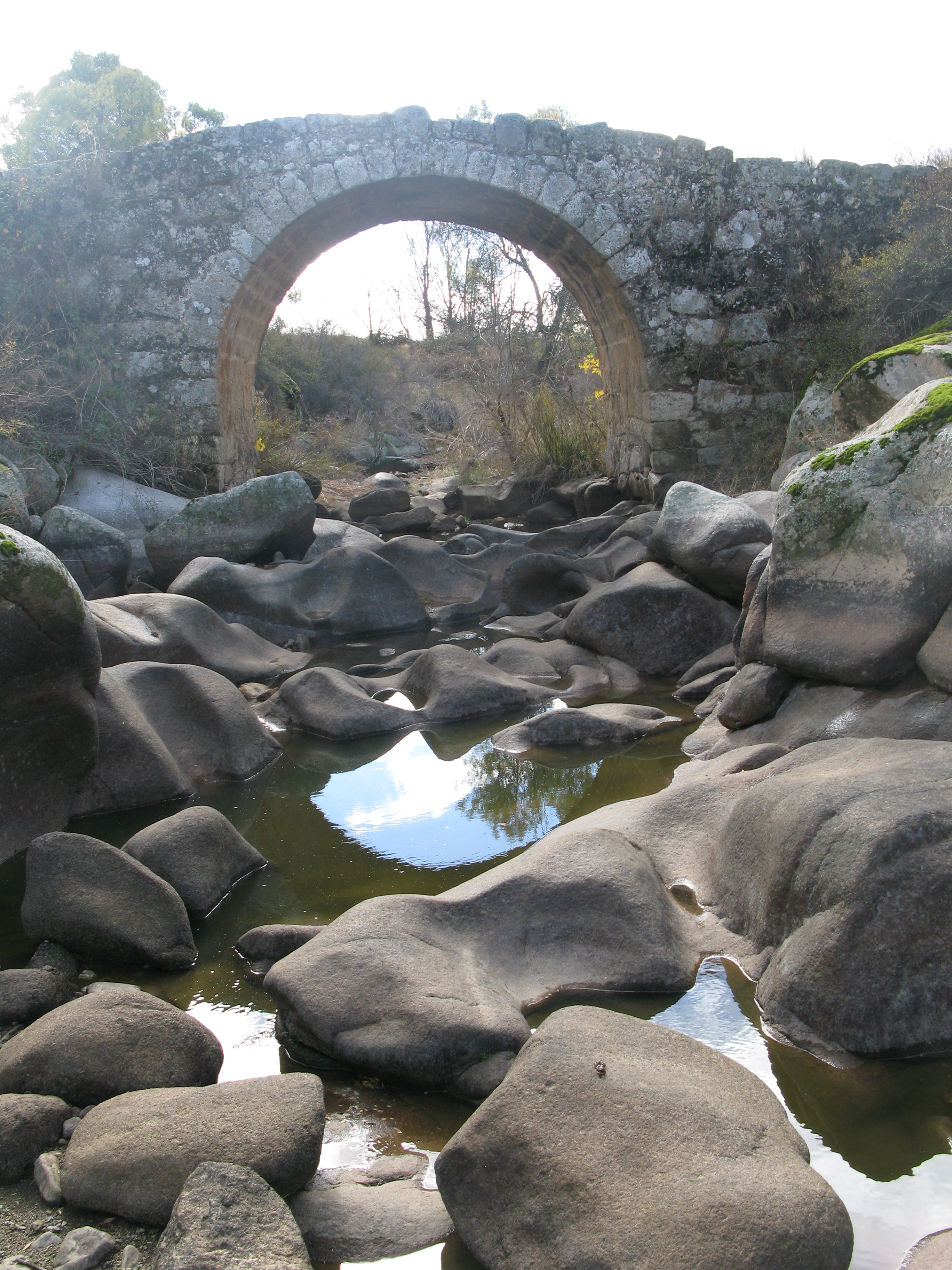
Міст через річку Педросо